# 因加维县

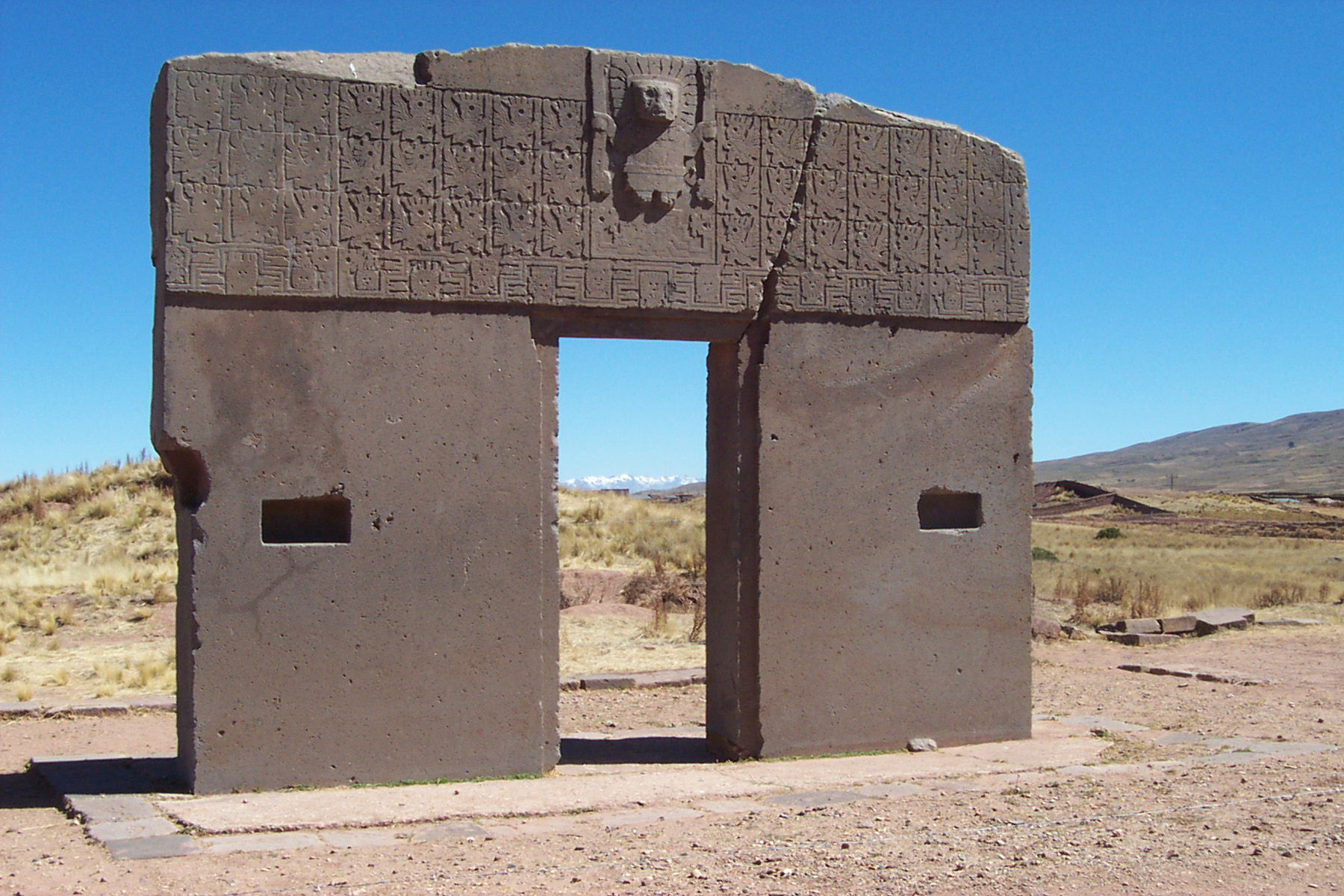

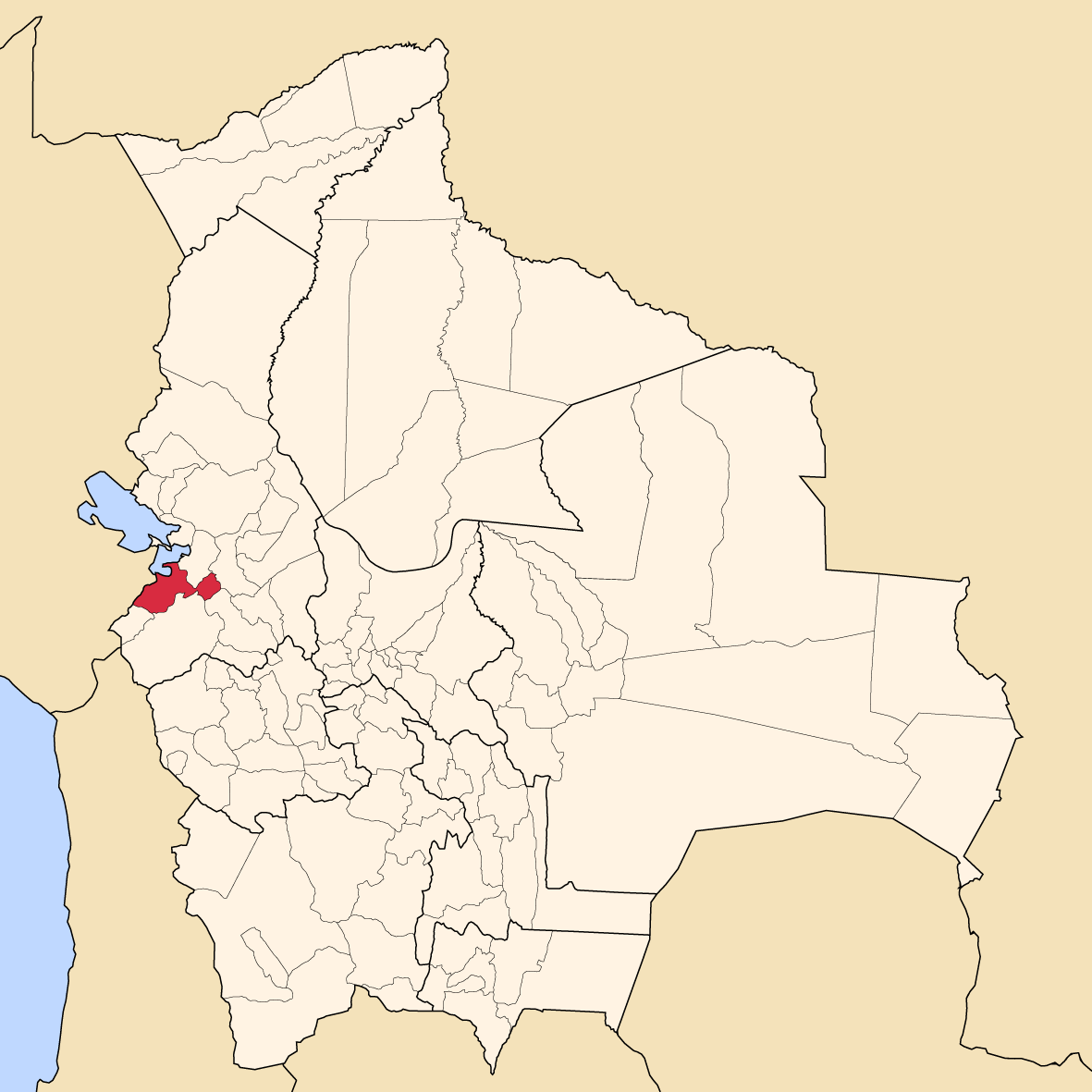

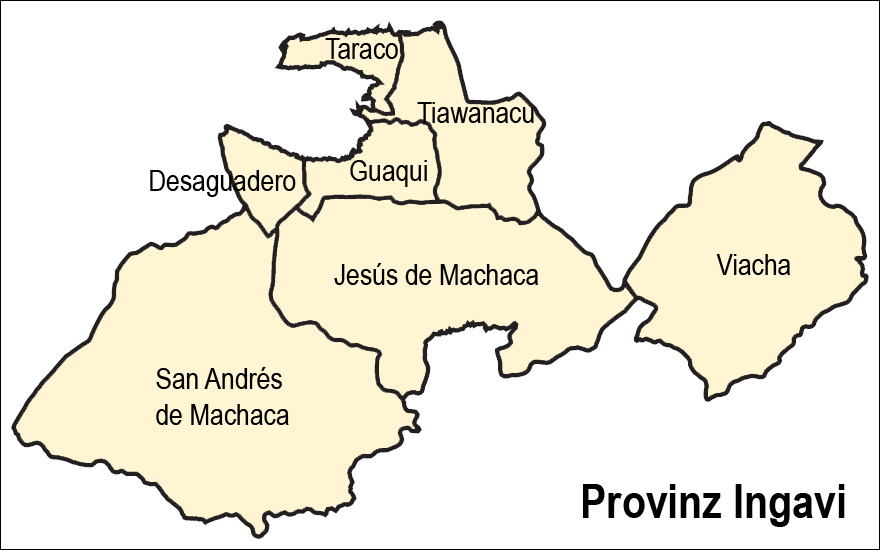

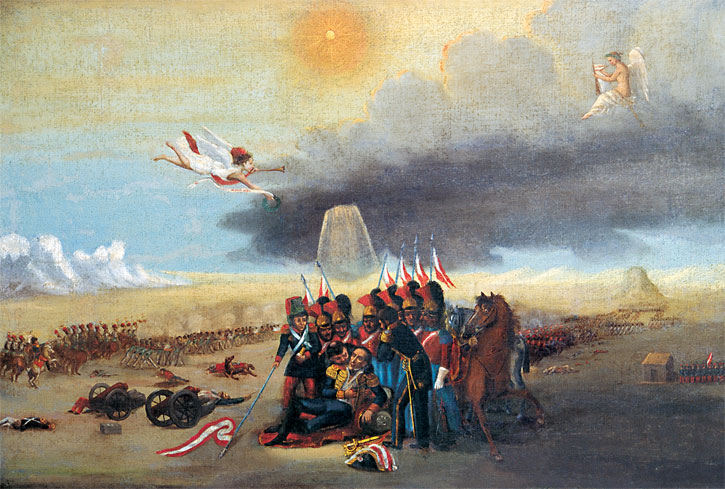

因加維县（西班牙語：Provincia de Ingavi），是玻利維亞的县份，位於該國西部，屬於拉巴斯省的一部分，县府設於比亞查，面積5,410平方公里，2012年人口134,535，人口密度每平方公里25人。